# Dmitrij Miedwiediew (lotnik)
Dmitrij Aleksandrowicz Miedwiediew (ros. Дмитрий Александрович Медведев, ur. 21 września 1918 w miejscowości Uzłowaja, zm. 26 listopada 1992 w Petersburgu) – radziecki lotnik wojskowy, generał porucznik lotnictwa, Bohater Związku Radzieckiego (1946).

## Życiorys
Urodził się w rodzinie robotniczej. Skończył 9 klas, od sierpnia 1935 służył w Armii Czerwonej, w 1937 ukończył wojskową lotniczą szkołę pilotów, był lotnikiem pułku myśliwskiego Sił Powietrznych Białoruskiego Okręgu Wojskowego. Latem 1939 brał udział w bitwie nad Chałchin-Goł z wojskami japońskimi, dowodząc eskadrą 22 pułku lotnictwa myśliwskiego 23 Brygady Lotnictwa Myśliwskiego 1 Grupy Armijnej. Wykonał wówczas 75 lotów bojowych i strącił dwa myśliwce, w tym jeden taranując, oraz jeden bombowiec. Za zasługi w tej bitwie otrzymał stopień starszego porucznika i został odznaczony orderem radzieckim oraz orderem mongolskim. Pod koniec 1939 został naczelnikiem służby chemicznej eskadry i został skierowany na front wojny z Finlandią pilotując I-153. Dowodził wówczas kluczem w eskadrze Iosifa Giejbo 7 pułku lotnictwa myśliwskiego. Na początku marca 1940 został zestrzelony.
Od czerwca 1941 uczestniczył w wojnie z Niemcami, walcząc kolejno na Froncie Południowo-Zachodnim, Wołchowskim, Leningradzkim, Centralnym, Białoruskim i 2 Ukraińskim. 20 lipca 1941 został zestrzelony w rejonie Białej Cerkwi. Pilotował ŁaGG-3, a od lutego do maja 1943 przechodził kurs pilotażu samolotu Ła-5 w mieście Gorki. Od 1944 należał do WKP(b). Brał udział m.in. w bitwie pod Kurskiem, operacji jasko-kiszyniowskiej, walkach na terytorium Rumunii, Węgier i Czechosłowacji. Podczas tej wojny wykonał łącznie 298 lotów bojowych i strącił osobiście 14 i w grupie 15 samolotów wroga, za co po wojnie otrzymał tytuł Bohatera Związku Radzieckiego. Wojnę zakończył jako dowódca 486 pułku lotnictwa myśliwskiego 279 Dywizji Lotnictwa Myśliwskiego 3 Gwardyjskiego Korpusu Lotnictwa Myśliwskiego 5 Armii Powietrznej w stopniu podpułkownika. W 1951 ukończył Akademię Wojskowo-Powietrzną i został zastępcą dowódcy, a w listopadzie 1953 dowódcą dywizji lotnictwa myśliwskiego. W 1959 ukończył Akademię Sztabu Generalnego i został zastępcą dowódcy 30 Armii Powietrznej, od kwietnia 1961 służył w Wojskach Rakietowych Strategicznego Przeznaczenia jako dowódca 7 Samodzielnego Korpusu Rakietowego (od 1962 w stopniu generała porucznika), a od września 1965 do 1975 zastępca naczelnika Akademii Wojskowo-Inżynieryjnej, w której w 1974 został adiunktem, po czym w 1975 zakończył służbę wojskową. Później przewodniczył Miejskiej Radzie Weteranów Wojny i Pracy w Leningradzie. Jego imieniem nazwano szkolną drużynę pionierską w mieście Uzłowaja.

## Odznaczenia
- Złota Gwiazda Bohatera Związku Radzieckiego (15 maja 1946)
- Order Lenina (dwukrotnie, 22 kwietnia 1942 i 15 maja 1946)
- Order Czerwonego Sztandaru (pięciokrotnie, 17 listopada 1939, 12 marca 1942, 11 czerwca 1945, 4 czerwca 1955 i 30 grudnia 1956)
- Order Wojny Ojczyźnianej I klasy (dwukrotnie, 15 lipca 1943 i 11 marca 1985)
- Order Czerwonego Sztandaru Pracy (29 lipca 1966)
- Order Czerwonej Gwiazdy (dwukrotnie, 15 listopada 1950 i 29 kwietnia 1954)
- Order „Za służbę Ojczyźnie w Siłach Zbrojnych ZSRR” III klasy (30 kwietnia 1975)